# Andre Ethier
Andre Everett Ethier (ur. 10 kwietnia 1982) – amerykański baseballista, który występował na pozycji prawozapolowego.

## Przebieg kariery
Ethier studiował na Arizona State University, gdzie w latach 2002–2003 grał w drużynie uniwersyteckiej Arizona State Sun Devils. W czerwcu 2003 został wybrany w drugiej rundzie draftu przez Oakland Athletics, jednak po trzech latach występów w klubach farmerskich tego zespołu, został oddany do Los Angeles Dodgers. W Major League Baseball zadebiutował 2 maja 2006 w meczu przeciwko Arizona Diamondbacks, w którym zaliczył pierwsze w karierze double. W sezonie 2006 w głosowaniu do nagrody MLB Rookie of the Year Award zajął 5. miejsce.
W sezonie 2009 zdobył nagrodę Silver Slugger Award, zaś rok później w głosowaniu kibiców do Meczu Gwiazd otrzymał 2 784 419 głosów (2. wynik spośród zapolowych) i wystąpił w wyjściowym składzie National League. W 2011 otrzymał Złotą Rękawicę i po raz drugi w karierze wystąpił w All-Star Game, zastępując kontuzjowanego zapolowego Philadelphia Phillies Shane'a Victorino.
W czerwcu 2012 podpisał nowy, pięcioletni kontrakt z opcją przedłużenia o rok wart 102,5 miliona dolarów.
W 2014 Ethier był gościnnym aktorem w serialu „Szczury laboratoryjne” w odcinku 3. sezonu pod tytułem „Alien Gladiators”.

## Nagrody i wyróżnienia
| Nagroda/wyróżnienie  | Lata       | Źródło       |
| 2× All-Star          | 2010, 2011 | [ 8 ] [ 10 ] |
| Gold Glove Award     | 2011       | [ 9 ]        |
| Silver Slugger Award | 2009       | [ 7 ]        |